# Nozay (Aube)
Pour les articles homonymes, voir Nozay.
Nozay est une commune française, située dans le département de l'Aube en région Grand Est.

## Géographie
| Pouan-les-Vallées     | Villette-sur-Aube | Arcis-sur-Aube              |
| Prémierfait           | Nozay             | Saint-Étienne-sous-Barbuise |
| Les Grandes-Chapelles |                   |                             |

### Topographie
Nom issu du bas latin nucarius qui est l'adjectif de Nux noyer.
Le cadastre de 1827 cite au territoire : Badiaux, Banlées, Bois-au-Prêtre, Bois-aux-Louvottes, le Moulin et Saint-Quentin.

### Hydrographie
La commune est dans la région hydrographique « la Seine de sa source au confluent de l'Oise (exclu) » au sein du bassin Seine-Normandie. Elle est drainée par la Barbuise et la Barbuise,.
La Barbuise, d'une longueur de 36 km, prend sa source dans la commune de Luyères et se jette  dans l'Aube à Charny-le-Bachot, après avoir traversé douze communes.

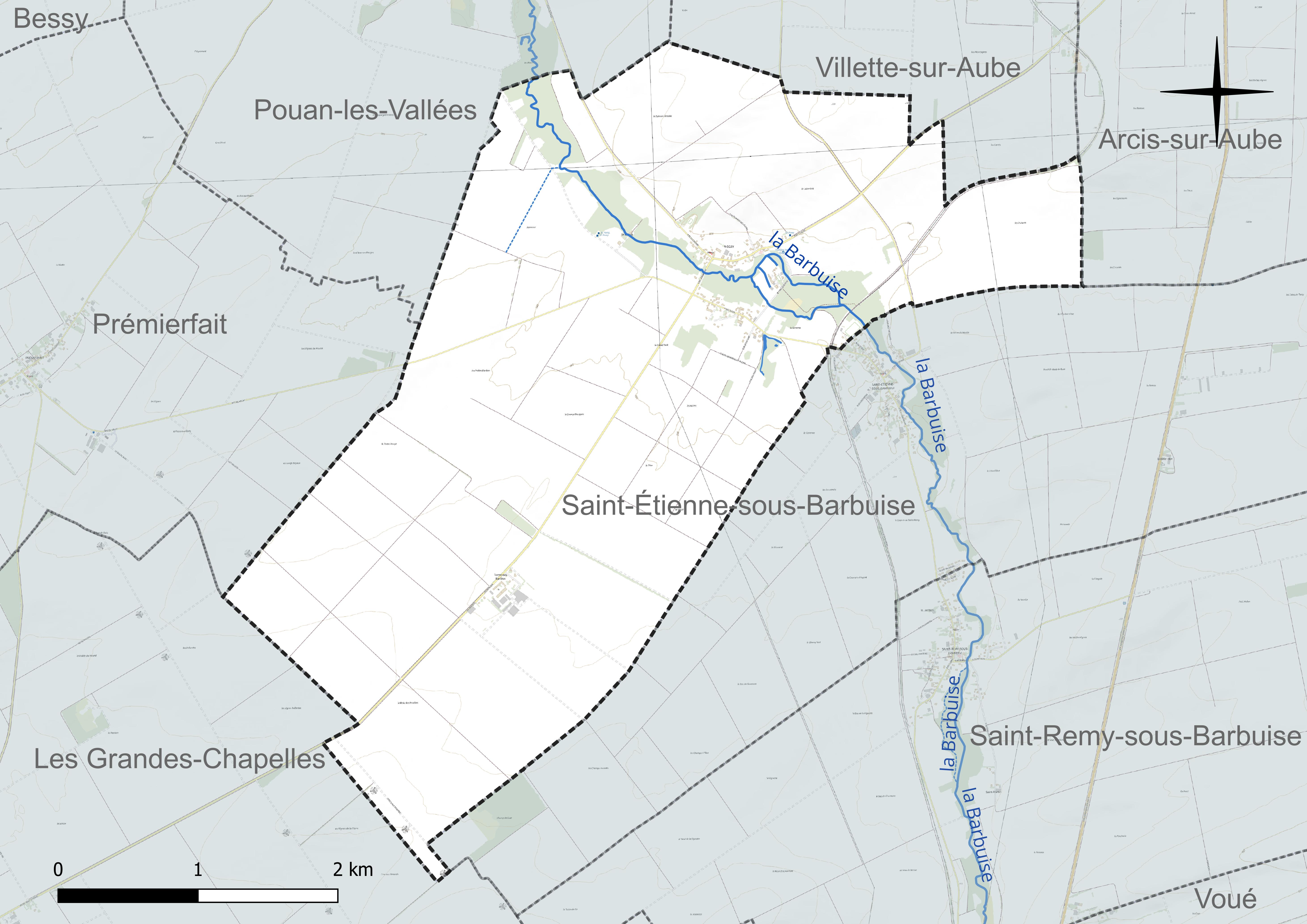
Réseau hydrographique de Nozay.

### Climat
Pour des articles plus généraux, voir Climat du Grand Est et Climat de l'Aube.
En 2010, le climat de la commune est de type climat océanique dégradé des plaines du Centre et du Nord, selon une étude du Centre national de la recherche scientifique s'appuyant sur une série de données couvrant la période 1971-2000. En 2020, Météo-France publie une typologie des climats de la France métropolitaine dans laquelle la commune est exposée à un climat océanique altéré et est dans la région climatique Nord-est du bassin Parisien, caractérisée par un ensoleillement médiocre, une pluviométrie moyenne régulièrement répartie au cours de l’année et un hiver froid (3 °C).
Pour la période 1971-2000, la température annuelle moyenne est de 10,5 °C, avec une amplitude thermique annuelle de 15,8 °C. Le cumul annuel moyen de précipitations est de 709 mm, avec 11,7 jours de précipitations en janvier et 7,6 jours en juillet. Pour la période 1991-2020, la température moyenne annuelle observée sur la station météorologique de Météo-France la plus proche, « Dosnon », sur la commune de Dosnon à 15 km à vol d'oiseau, est de 11,0 °C et le cumul annuel moyen de précipitations est de 698,3 mm. 
La température maximale relevée sur cette station est de 41,6 °C, atteinte le 25 juillet 2019 ; la température minimale est de −25,8 °C, atteinte le 14 février 1956,,.
Les paramètres climatiques de la commune ont été estimés pour le milieu du siècle (2041-2070) selon différents scénarios d'émission de gaz à effet de serre à partir des nouvelles projections climatiques de référence DRIAS-2020. Ils sont consultables sur un site dédié publié par Météo-France en novembre 2022.

## Urbanisme

### Typologie
Au 1er janvier 2024, Nozay est catégorisée commune rurale à habitat très dispersé, selon la nouvelle grille communale de densité à 7 niveaux définie par l'Insee en 2022.
Elle est située hors unité urbaine. Par ailleurs la commune fait partie de l'aire d'attraction de Troyes, dont elle est une commune de la couronne,. Cette aire, qui regroupe 209 communes, est catégorisée dans les aires de 200 000 à moins de 700 000 habitants,.

### Occupation des sols
L'occupation des sols de la commune, telle qu'elle ressort de la base de données européenne d’occupation biophysique des sols Corine Land Cover (CLC), est marquée par l'importance des territoires agricoles (92,3 % en 2018), une proportion identique à celle de 1990 (92,3 %). La répartition détaillée en 2018 est la suivante : 
terres arables (92,3 %), forêts (5,8 %), zones urbanisées (1,8 %). L'évolution de l’occupation des sols de la commune et de ses infrastructures peut être observée sur les différentes représentations cartographiques du territoire : la carte de Cassini (XVIIIe siècle), la carte d'état-major (1820-1866) et les cartes ou photos aériennes de l'IGN pour la période actuelle (1950 à aujourd'hui).

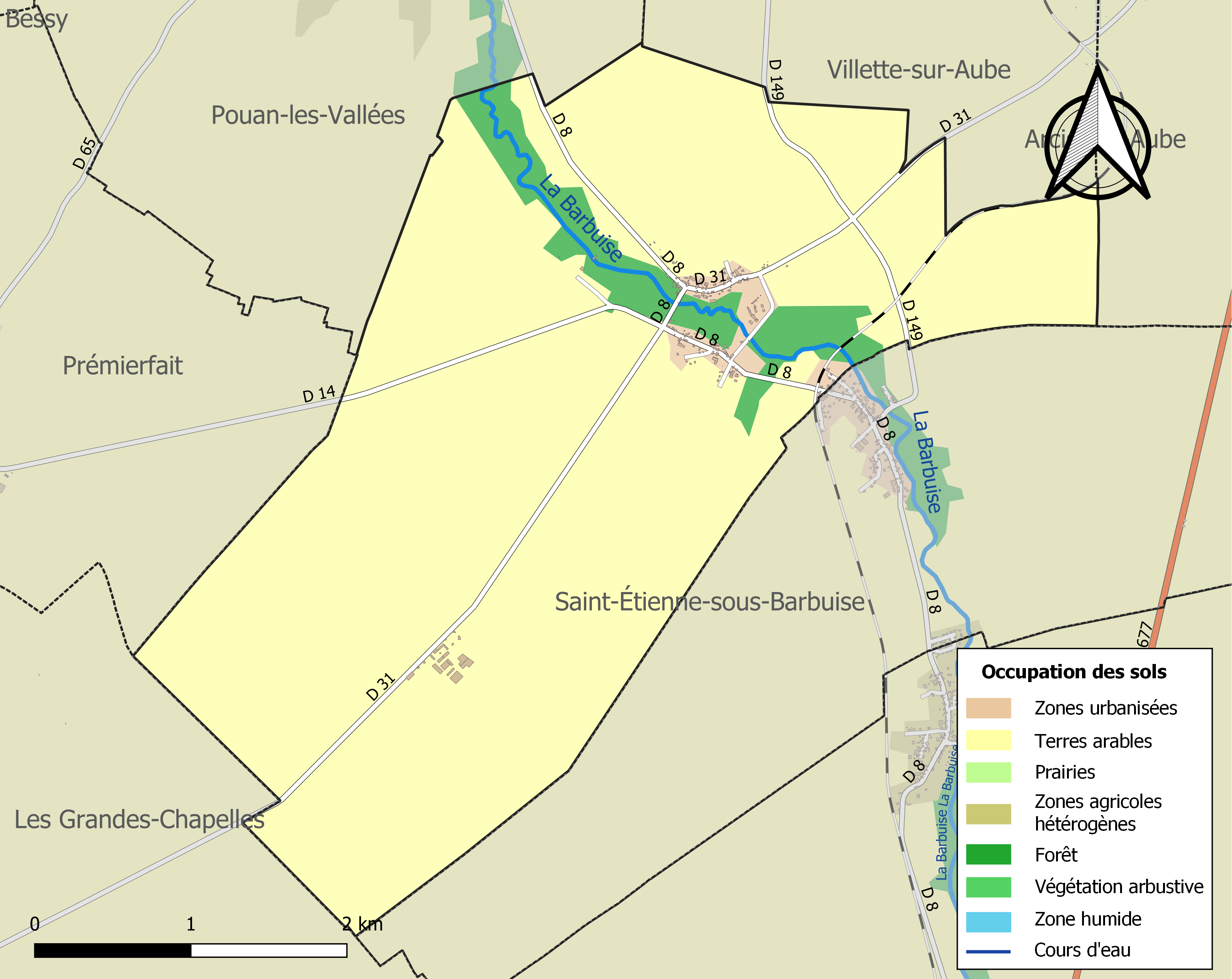
Carte des infrastructures et de l'occupation des sols de la commune en 2018 (CLC).

## Histoire
Des traces d'habitations romaines, au lieu-dit les Sapins, des tombeaux de pierre avec sabres, boucliers près de la mairie furent découverts en 1908.
Les seigneurs de Nozay avaient un château, cité en 1633 comme habité par Jacques II de Linage et son épouse Hélène de Palluau, il est cité jusqu'en 1749
Commune faisant partie, jusqu'en 1789 de l'intendance et de la généralité de Châlons, de l'élection et du bailliage de Troyes ; les droits royaux relevaient de la mairie royale de Barbuise.

## Politique et administration
Du 29 janvier 1791 jusqu'en An VIII, Nozay fut chef-lieu de canton.
| Période                                  | Période          | Identité                                        | Étiquette | Qualité                                                       |
| ---------------------------------------- | ---------------- | ----------------------------------------------- | --------- | ------------------------------------------------------------- |
| prédécesseur                             | 3 septembre 1943 | M. Louis Royer                                  |           |                                                               |
| 3 septembre 1943                         |                  | M. Edmond Demongeot                             |           | Nommé par le préfet en exécution des lois du 26 novembre 1940 |
|                                          |                  |                                                 |           |                                                               |
| prédécesseur                             |                  | M. Charles Collin                               |           | Agriculteur                                                   |
| prédécesseur                             |                  | M. Bernard Thomas                               |           |                                                               |
| mars 2001                                | En cours         | M. Denis Simphal Réélu pour le mandat 2020-2026 | DVD       | Agriculteur                                                   |
| Les données manquantes sont à compléter. |                  |                                                 |           |                                                               |

## Démographie
L'évolution du nombre d'habitants est connue à travers les recensements de la population effectués dans la commune depuis 1793. Pour les communes de moins de 10 000 habitants, une enquête de recensement portant sur toute la population est réalisée tous les cinq ans, les populations de référence des années intermédiaires étant quant à elles estimées par interpolation ou extrapolation. Pour la commune, le premier recensement exhaustif entrant dans le cadre du nouveau dispositif a été réalisé en 2008.

En 2022, la commune comptait 156 habitants, en évolution de +6,85 % par rapport à 2016 (Aube : +0,7 %, France hors Mayotte : +2,11 %).
| 1793 | 1800 | 1806 | 1821 | 1831 | 1836 | 1841 | 1846 | 1851 |
| ---- | ---- | ---- | ---- | ---- | ---- | ---- | ---- | ---- |
| 136  | 128  | 120  | 158  | 148  | 177  | 192  | 195  | 212  |

| 1856 | 1861 | 1866 | 1872 | 1876 | 1881 | 1886 | 1891 | 1896 |
| ---- | ---- | ---- | ---- | ---- | ---- | ---- | ---- | ---- |
| 213  | 199  | 195  | 184  | 180  | 178  | 185  | 169  | 158  |

| 1901 | 1906 | 1911 | 1921 | 1926 | 1931 | 1936 | 1946 | 1954 |
| ---- | ---- | ---- | ---- | ---- | ---- | ---- | ---- | ---- |
| 168  | 157  | 162  | 154  | 150  | 174  | 144  | 145  | 135  |

| 1962 | 1968 | 1975 | 1982 | 1990 | 1999 | 2006 | 2008 | 2013 |
| ---- | ---- | ---- | ---- | ---- | ---- | ---- | ---- | ---- |
| 157  | 160  | 145  | 131  | 118  | 109  | 128  | 134  | 142  |

| 2018 | 2022 | - | - | - | - | - | - | - |
| ---- | ---- | - | - | - | - | - | - | - |
| 149  | 156  | - | - | - | - | - | - | - |

## Lieux et monuments
L'église Saint-Quentin était une cure du doyenné d'Arcis dont la collation était à l'évêque. Elle est du XVIe siècle sur un plan de croix latine, avec une abside à cinq pans, une nef à deux travées et des transepts à une seule.
Les vitraux du XVIe siècle sont classée MH depuis 1913. Ils furent restaurés plusieurs fois, notamment en 1990. Réfection de la toiture en 1971.
Tous les chapiteaux du chœur sont sculptés de motifs différents du XVIe siècle.
Dans son mobilier, elle possède :
- Chapelle de la Vierge, transept sud, un retable[24]  à trois niches ayant des dais gothiques et trois statues du XVIe siècle. : saint Jacques le Majeur, Vierge à l'Enfant et saint Jean Baptiste.
- Chapelle Saint-Sauveur (autrefois chapelle seigneuriale) transept nord, un retable[25]  à trois niches ayant des dais gothiques, et les statues d'un calvaire du XVIe siècle. : Vierge Marie, le Christ et saint Jean
- un saint Michel[26] en calcaire peint du XVIe siècle situé à l'extrême droite du transept sud.
- des fonts baptismaux octogonaux[27]  en calcaire peint du XVIe siècle.
- des carreaux de pavement[28] également du XVIe siècle.
- des baies vitrées[29]  avec scènes bibliques (Salomé : tête : saint Jean-Baptiste, Hérode) qui sont tous du XVIe siècle.
- Une Vierge à l'Enfant[30] en calcaire peint du XIVe siècle. située dans le transept sud
- Un maître autel du XIXe siècle où l'on remarque en haut à gauche : saint Paul tenant un sabre à sa main gauche et un parchemin dans l’autre ; en haut à droite : saint Pierre avec les clés ; en bas au centre, se trouvent le Christ, saint Jean avec un parchemin et un aigle au pied, saint Mathieu avec un parchemin et un bœuf à ses pieds. Saint Luc avec un parchemin et un petit enfant et saint Marc avec un parchemin et un lion.